# Setaria apiculata
Setaria apiculata är en gräsart som först beskrevs av Frank Lamson Scribner och Elmer Drew Merrill, och fick sitt nu gällande namn av Karl Moritz Schumann. Setaria apiculata ingår i släktet kolvhirser, och familjen gräs. Inga underarter finns listade i Catalogue of Life.